# The Fresh Air Cure
The Fresh Air Cure é um curta-metragem mudo norte-americano, realizado em 1914, do gênero comédia, com o ator cômico Oliver Hardy.

## Elenco
- Vincente DePascale - Tony Stilletto
- Eva Bell - Anna Stilletto
- Oliver Hardy - Morris Silverstein (como Babe Hardy)
- Bert Tracy - Izzy Silverstein (como Herbert Tracy)
- Royal Byron - Sr. Strong
- Billy Bowers - Pat McFlarrathy